# Vladimir Grigorjevič Šuhov
Vladimir Grigorjevič Šuhov (rusko Влади́мир Григо́рьевич Шу́хов), ruski inženir, polihistor, izumitelj, znanstvenik in arhitekt, * 28. avgust (16. avgust, ruski koledar) 1853, Grajvoron, Kurska gubernija, Ruski imperij (sedaj Belgorodska oblast, Rusija), † 2. februar 1939, Moskva, Sovjetska zveza (sedaj Rusija).
Šuhov je znan po svojem pionirskem delu o novih postopkih analize v gradbeni tehniki, ki je vodilo do naglega razvoja v industrijskem oblikovanju prvih hiberboličnih, lupinskih in razteznih struktur, struktur z lupinskimi rešetkami, naftnih zbiralnikov, cevovodov, kotlov, ladij in tovornih ladij.
Poleg iznajdb na področju naftne industrije in gradnje številnih mostov in zgradb je izumil tudi novo družino dvojno ukrivljenih strukturnih oblik. Te oblike, ki temeljijo na neevklidski hiperbolični geometriji, so kot vrtenine danes znane kot hiperboloidi. Šuhov je razvil mnogo različnih lahkih stolpov in strešnih sistemov ter tudi njihovo matematično analizo. Še posebej je znan po svojih izvirnih konstrukcijah hiperboloidnih stolpov, od katerih je najbolj znan 160 m visok radijski stolp, Stolp Šuhova, v Moskvi.